# Copa do Brasil de Futebol Sub-17 de 2015
A Copa do Brasil Sub-17 de 2015 foi a terceira edição desta competição futebolística de categoria de base organizada pela Confederação Brasileira de Futebol (CBF).
Foi disputada por 32 equipes entre os dias 21 de março e 19 de maio. O título desta edição ficou com o Vitória, que venceu a decisão contra o Botafogo nas cobranças por pênaltis após um empate no placar agregado.

## Formato e participantes
A CBF divulgou o regulamento e a tabela detalhada da Copa do Brasil Sub-17 em janeiro de 2015. O torneio foi disputado em cinco fases eliminatórias. Os participantes foram os vinte integrantes da primeira divisão nacional e os doze melhores colocados da segunda divisão nacional da temporada passada.
| Federação         | Clube               | Posição (2014)           |
| ----------------- | ------------------- | ------------------------ |
| Bahia             | Bahia               | 18.º colocado da Série A |
| Bahia             | Vitória             | 17.º colocado da Série A |
| Ceará             | Ceará               | 8.º colocado da Série B  |
| Goiás             | Atlético Goianiense | 7.º colocado da Série B  |
| Goiás             | Goiás               | 12.º colocado da Série A |
| Maranhão          | Sampaio Corrêa      | 10.º colocado da Série B |
| Minas Gerais      | América Mineiro     | 5.º colocado da Série B  |
| Minas Gerais      | Atlético Mineiro    | 5.º colocado da Série A  |
| Minas Gerais      | Boa Esporte         | 6.º colocado da Série B  |
| Minas Gerais      | Cruzeiro            | 1.º colocado da Série A  |
| Mato Grosso       | Luverdense          | 12.º colocado da Série B |
| Pernambuco        | Santa Cruz          | 9.º colocado da Série B  |
| Pernambuco        | Sport               | 11.º colocado da Série A |
| Paraná            | Atlético Paranaense | 8.º colocado da Série A  |
| Paraná            | Coritiba            | 14.º colocado da Série A |
| Paraná            | Paraná              | 11.º colocado da Série B |
| Rio de Janeiro    | Botafogo            | 19.º colocado da Série A |
| Rio de Janeiro    | Flamengo            | 10.º colocado da Série A |
| Rio de Janeiro    | Fluminense          | 6.º colocado da Série A  |
| Rio de Janeiro    | Vasco da Gama       | 3.º colocado da Série B  |
| Rio Grande do Sul | Grêmio              | 7.º colocado da Série A  |
| Rio Grande do Sul | Internacional       | 3.º colocado da Série A  |
| Santa Catarina    | Avaí                | 4.º colocado da Série B  |
| Santa Catarina    | Chapecoense         | 15.º colocado da Série A |
| Santa Catarina    | Criciúma            | 20.º colocado da Série A |
| Santa Catarina    | Figueirense         | 13.º colocado da Série A |
| Santa Catarina    | Joinville           | 1.º colocado da Série B  |
| São Paulo         | Corinthians         | 4.º colocado da Série A  |
| São Paulo         | Palmeiras           | 16.º colocado da Série A |
| São Paulo         | Ponte Preta         | 2.º colocado da Série B  |
| São Paulo         | Santos              | 9.º colocado da Série A  |
| São Paulo         | São Paulo           | 2.º colocado da Série A  |

## Resultados
Os resultados das partidas da competição estão apresentados no chaveamento abaixo. Com partidas de ida e volta, as equipes mandantes da primeira partida estão destacadas em itálico e as vencedoras do confronto, em negrito. Conforme preestabelecido no regulamento, o resultado agregado das duas partidas definiram quem avançou à fase seguinte, com exceção da primeira fase, que possibilitou à agremiação melhor colocada no ranqueamento nacional a possibilidade de dispensar o segundo jogo caso vencesse a primeira partida por dois ou mais gols de diferença. Assim, as 32 equipes iniciais foram a cada fase reduzidas à metade até a final, que foi disputada entre Vitória e Botafogo e vencida pela primeira equipe, que se tornou campeã da edição.
| Primeira fase       | Primeira fase | Primeira fase | Primeira fase |  |             | Oitavas de final | Oitavas de final | Oitavas de final | Oitavas de final |  |  | Quartas de final | Quartas de final | Quartas de final | Quartas de final |  |  | Semifinais      | Semifinais | Semifinais | Semifinais |  |  | Final        | Final | Final | Final |  |  |
|                     |               |               |               |  |             |                  |                  |                  |                  |  |  |                  |                  |                  |                  |  |  |                 |            |            |            |  |  |              |       |       |       |  |  |
| Ponte Preta         | 0             | 1             | 1             |  |             |                  |                  |                  |                  |  |  |                  |                  |                  |                  |  |  |                 |            |            |            |  |  |              |       |       |       |  |  |
| Bahia               | 1             | 3             | 4             |  |             | Bahia            | 0                | 1                | 1                |  |  |                  |                  |                  |                  |  |  |                 |            |            |            |  |  |              |       |       |       |  |  |
| Figueirense         | 2             | 1             | 3             |  | Corinthians | 1                | 2                | 3                |                  |  |  |                  |                  |                  |                  |  |  |                 |            |            |            |  |  |              |       |       |       |  |  |
| Corinthians (gf)    | 2             | 1             | 3             |  |             |                  |                  |                  |                  |  |  | Corinthians      | 2                | 0                | 2                |  |  |                 |            |            |            |  |  |              |       |       |       |  |  |
| Paraná              | 1             | 2             | 3             |  |             |                  |                  |                  |                  |  |  | Flamengo (gf)    | 1                | 1                | 2                |  |  |                 |            |            |            |  |  |              |       |       |       |  |  |
| Atlético Mineiro    | 1             | 5             | 6             |  |             | Atlético Mineiro | 2                | 1                | 3                |  |  |                  |                  |                  |                  |  |  |                 |            |            |            |  |  |              |       |       |       |  |  |
| Coritiba            | 2             | 0             | 2             |  | Flamengo    | 2                | 7                | 9                |                  |  |  |                  |                  |                  |                  |  |  |                 |            |            |            |  |  |              |       |       |       |  |  |
| Flamengo            | 2             | 3             | 5             |  |             |                  |                  |                  |                  |  |  |                  |                  |                  |                  |  |  | Flamengo        | 2          | 1          | 3          |  |  |              |       |       |       |  |  |
| Boa Esporte         | 0             | —             | 0             |  |             |                  |                  |                  |                  |  |  |                  |                  |                  |                  |  |  | Vitória         | 3          | 2          | 5          |  |  |              |       |       |       |  |  |
| Vasco da Gama       | 6             | —             | 6             |  |             | Vasco da Gama    | 1                | 1                | 2                |  |  |                  |                  |                  |                  |  |  |                 |            |            |            |  |  |              |       |       |       |  |  |
| Joinville           | 0             | —             | 0             |  | São Paulo   | 1                | 2                | 3                |                  |  |  |                  |                  |                  |                  |  |  |                 |            |            |            |  |  |              |       |       |       |  |  |
| São Paulo           | 4             | —             | 4             |  |             |                  |                  |                  |                  |  |  | São Paulo        | 3                | 0                | 3                |  |  |                 |            |            |            |  |  |              |       |       |       |  |  |
| Sampaio Corrêa      | 0             | —             | 0             |  |             |                  |                  |                  |                  |  |  | Vitória (gf)     | 3                | 0                | 3                |  |  |                 |            |            |            |  |  |              |       |       |       |  |  |
| Vitória             | 3             | —             | 3             |  |             | Vitória          | 5                | 3                | 8                |  |  |                  |                  |                  |                  |  |  |                 |            |            |            |  |  |              |       |       |       |  |  |
| Santa Cruz          | 0             | —             | 0             |  | Palmeiras   | 1                | 3                | 4                |                  |  |  |                  |                  |                  |                  |  |  |                 |            |            |            |  |  |              |       |       |       |  |  |
| Palmeiras           | 4             | —             | 4             |  |             |                  |                  |                  |                  |  |  |                  |                  |                  |                  |  |  |                 |            |            |            |  |  | Vitória (p.) | 1     | 3     | 4(4)  |  |  |
| Avaí                | 2             | 1             | 3             |  |             |                  |                  |                  |                  |  |  |                  |                  |                  |                  |  |  |                 |            |            |            |  |  | Botafogo     | 3     | 1     | 4(3)  |  |  |
| Internacional       | 1             | 3             | 4             |  |             | Internacional    | 1                | 3                | 4                |  |  |                  |                  |                  |                  |  |  |                 |            |            |            |  |  |              |       |       |       |  |  |
| Atlético Goianiense | 0             | 0             | 0             |  | Fluminense  | 2                | 4                | 6                |                  |  |  |                  |                  |                  |                  |  |  |                 |            |            |            |  |  |              |       |       |       |  |  |
| Fluminense          | 1             | 1             | 2             |  |             |                  |                  |                  |                  |  |  | Fluminense       | 1                | 4                | 5                |  |  |                 |            |            |            |  |  |              |       |       |       |  |  |
| Botafogo            | 1             | 2             | 3             |  |             |                  |                  |                  |                  |  |  | Botafogo         | 3                | 4                | 7                |  |  |                 |            |            |            |  |  |              |       |       |       |  |  |
| Atlético Paranaense | 1             | 0             | 1             |  |             | Botafogo         | 1                | 1                | 2                |  |  |                  |                  |                  |                  |  |  |                 |            |            |            |  |  |              |       |       |       |  |  |
| Criciúma            | 1             | 1             | 2             |  | Grêmio      | 1                | 0                | 1                |                  |  |  |                  |                  |                  |                  |  |  |                 |            |            |            |  |  |              |       |       |       |  |  |
| Grêmio              | 2             | 1             | 3             |  |             |                  |                  |                  |                  |  |  |                  |                  |                  |                  |  |  | Botafogo        | 0          | 4          | 4          |  |  |              |       |       |       |  |  |
| Chapecoense         | 0             | 0             | 0             |  |             |                  |                  |                  |                  |  |  |                  |                  |                  |                  |  |  | América Mineiro | 1          | 0          | 1          |  |  |              |       |       |       |  |  |
| Santos              | 1             | 2             | 3             |  |             | Santos           | 1                | 1                | 2                |  |  |                  |                  |                  |                  |  |  |                 |            |            |            |  |  |              |       |       |       |  |  |
| Luverdense          | 0             | 0             | 0             |  | Cruzeiro    | 2                | 4                | 6                |                  |  |  |                  |                  |                  |                  |  |  |                 |            |            |            |  |  |              |       |       |       |  |  |
| Cruzeiro            | 1             | 8             | 9             |  |             |                  |                  |                  |                  |  |  | Cruzeiro         | 0                | 0                | 0                |  |  |                 |            |            |            |  |  |              |       |       |       |  |  |
| América Mineiro     | 3             | 0             | 3             |  |             |                  |                  |                  |                  |  |  | América Mineiro  | 2                | 1                | 3                |  |  |                 |            |            |            |  |  |              |       |       |       |  |  |
| Ceará               | 1             | 1             | 2             |  |             | América Mineiro  | 2                | 2                | 4                |  |  |                  |                  |                  |                  |  |  |                 |            |            |            |  |  |              |       |       |       |  |  |
| Sport               | 1             | 0             | 1             |  | Goiás       | 2                | 1                | 3                |                  |  |  |                  |                  |                  |                  |  |  |                 |            |            |            |  |  |              |       |       |       |  |  |
| Goiás               | 2             | 4             | 6             |  |             |                  |                  |                  |                  |  |  |                  |                  |                  |                  |  |  |                 |            |            |            |  |  |              |       |       |       |  |  |